# 粗枝柄参
粗枝柄参（学名：Cladolabes crassus）为硬瓜参科枝柄参属的动物。在中国大陆，分布于香港等地。该物种的模式产地在香港。